# Joseph Mougin
Pour les articles homonymes, voir Mougin.
Joseph Mougin, né le 8 juin 1876 à Nancy et mort, dans la même ville, le 8 novembre 1961, est un céramiste français. Avec son frère Pierre Mougin (1880-1955), il forme un tandem de céramistes et sculpteurs, connu sous le nom de « frères Mougin ». Ils ont exercé tous deux leur talent à l'époque de l'Art nouveau et à l'époque Art déco.

## Biographie
Fils de Xavier Mougin, directeur de la cristallerie de Portieux, Joseph Victor Xavier Mougin naît à Nancy le 8 juin 1876. Issu d'une famille de cristalliers, c'est un autre art du feu, la céramique, qui le passionnera.
Après une formation artistique à l'École des Beaux-Arts de Nancy et aux Beaux-Arts de Paris, il travaille à Paris et Sèvres avant de s'installer à Nancy. Captivé par la science et l'horticulture, il est prédestiné à rejoindre le collectif d'artistes de l'École de Nancy. Pierre Mougin rejoint l'enthousiasme de son frère pour la céramique et l'aide dans sa production. Ensemble, ils innovent dans les techniques de la céramique et engendrent une production considérable.
En 1910, Joseph refuse la Légion d'honneur[réf. nécessaire].
En mai, il épouse Aline Mattern, avec qui il aura quatre enfants : Jean (1911-?), Odile (1915-?), Bernard (1918-2002), François (1927-2017).
Joseph Mougin meurt le 8 novembre 1961. Il est inhumé au cimetière de Préville à Nancy.

## Formation artistique

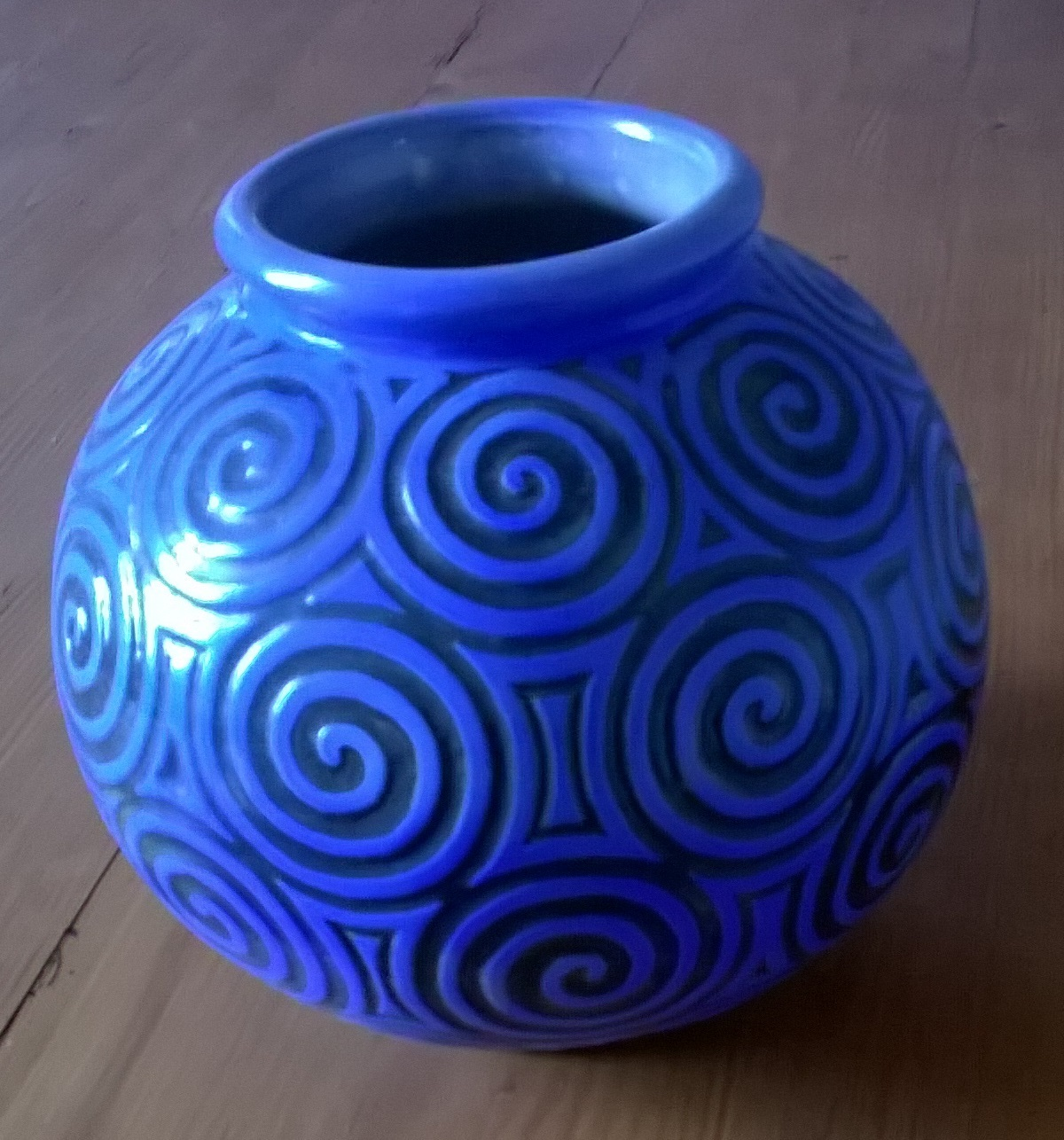
Vase en grès signé "Frères Mougin", réalisé vers 1925 dans l'atelier de la faïencerie de Lunéville.

Joseph en 1892, alors âgé de 16 ans, commence sa formation comme apprenti dans les ateliers d'Arthur Pierron, un statuaire et céramiste en ouvrage religieux. Il décide de compléter sa formation en s'inscrivant à des cours du soir à l'École des Beaux-Arts de Nancy, qui sera ensuite appelé l'École nationale supérieure d'art de Nancy. Il devient un des élèves d'Ernest Bussière, professeur à l'École des Beaux-Arts de Nancy.
À la fin de sa deuxième année, Joseph obtient plusieurs prix dont le second prix de dessin et le premier prix de modelage. Il reçoit également le premier prix au Concours des ouvriers d'arts.
En 1894, à 18 ans, il entre à l'École des Beaux-Arts de Paris, dans l'atelier du sculpteur Barrias. Il se découvre une passion pour la céramique lors d'une exposition posthume du céramiste Carriès et part travailler un temps à la Manufacture de Sèvres.

## Carrière
Dès 1895, Joseph entretient une relation privilégiée avec Victor Prouvé. Cependant, il ne collabore avec l'École de Nancy qu'après plusieurs déceptions professionnelles à Paris. Son frère, Pierre, vient alors le rejoindre pour l'aider dans sa production. Ensemble, ils collaboreront avec de nombreux artistes nancéiens tels qu'Alfred Finot, Victor Prouvé, Ernest Wittmann, Ernest Bussière…
En 1904, les œuvres en grès de Joseph sont exposées dans le nouveau magasin de Louis Majorelle à Paris (anciennement Bing).
Joseph décide de construire un atelier rue de Montreville à Nancy dès 1905. Pierre et Joseph produisent les dernières œuvres parisiennes avant de s'installer totalement à Nancy le 13 octobre 1906. En novembre 1907, ils ouvrent un magasin d'exposition au no 7 de la place Saint-Jean à Nancy. Les frères participent alors à de nombreuses expositions.
Pendant la guerre, l'atelier tourne au ralenti jusqu'en 1919. Les céramistes recherchent de nouvelles formes et changent leurs vocabulaires artistiques.